# نادي تشيشونت
نادي تشيشونت (بالإنجليزية: .Cheshunt F.C)‏ نادٍ لكرة القدم مقره في تشيشونت، هارتفوردشير، بإنجلترا.